# Janetiella lemeei
Janetiella lemeei är en tvåvingeart som först beskrevs av Jean-Jacques Kieffer 1904.  Janetiella lemeei ingår i släktet Janetiella och familjen gallmyggor. Inga underarter finns listade i Catalogue of Life.